# Ameridelphia
Gli Ameridelphia sono uno dei due superordini in cui sono divisi i Marsupiali. Esso include tutti i marsupiali americani ad eccezione di una sola specie vivente, Dromiciops gliroides. Il taxon è stato istituito soprattutto su basi genetiche.
Contiene due ordini, ciascuno rappresentato da una sola famiglia vivente.

## Tassonomia
- Infraclasse Metatheria
  - Superordine Ameridelphia
    - Ordine Paucituberculata – Paucitubercolati
      - Superfamiglia Caenolestoidea – Cenolestoidi
        - Famiglia Abderitidae - Abderiditi †
        - Famiglia Palaeothentidae - Paleotentidi †
        - Famiglia Sternbergiidae - Sternbergidi †
        - Famiglia Caenolestidae - Cenolestidi (6 specie): opossum toporagno

    - Ordine Didelphimorphia – Didelfimorfi 
      - Famiglia Didelphidae – Didelfidi (88 specie): opossum

## Specie di ameridelphia
- Genere Caenolestes
  - Caenolestes caniventer (Opossum toporagno dal ventre grigio)
  - Caenolestes condorensis (Opossum toporagno delle Ande)
  - Caenolestes convelatus (Opossum toporagno settentrionale)
  - Caenolestes fuliginosus (Opossum toporagno scuro)
- Genere Lestoros
  - Lestoros inca (Opossum toporagno peruviano)
- Genere Rhyncholestes
  - Rhyncholestes raphanurus (Opossum toporagno dal naso lungo)
- Famiglia Didelphidae
  - Sottofamiglia Caluromyinae
    - Genere Caluromys
      - Sottogenere Mallodelphys
        - Caluromys derbianus
        - Caluromys lanatus

      - Sottogenere Caluromys
        - Caluromys philander

    - Genere Caluromysiops
      - Caluromysiops irrupta

    - Genere Glironia
      - Glironia venusta - opossum dalla coda a pennello

  - Sottofamiglia Didelphinae
    - Genere Chacodelphys
      - Chacodelphys formosa

    - Genere Chironectes
      - Chironectes minimus - yapok o opossum acquatico

    - Genere Cryptonanus
      - Cryptonanus agricolai
      - Cryptonanus chacoensis
      - Cryptonanus guahybae
      - Cryptonanus ignitus
      - Cryptonanus unduaviensis

    - Genere Didelphis
      - Didelphis albiventris
      - Didelphis aurita
      - Didelphis imperfecta
      - Didelphis marsupialis - opossum comune
      - Didelphis pernigra
      - Didelphis virginiana - opossum della Virginia

    - Genere Gracilinanus
      - Gracilinanus aceramarcae - opossum gracile di Aceramarca
      - Gracilinanus agilis
      - Gracilinanus dryas
      - Gracilinanus emilae
      - Gracilinanus marica
      - Gracilinanus microtarsus

    - Genere Hyladelphys
      - Hyladelphys kalinowskii

    - Genere Lestodelphys
      - Lestodelphys halli - opossum della Patagonia

    - Genere Lutreolina
      - Lutreolina crassicaudata

    - Genere Marmosa
      - Marmosa andersoni - opossum topo di Anderson
      - Marmosa lepida
      - Marmosa mexicana
      - Marmosa murina
      - Marmosa quichua
      - Marmosa robinsoni
      - Marmosa rubra
      - Marmosa tyleriana
      - Marmosa xerophila

    - Genere Marmosops
      - Marmosops bishopi
      - Marmosops cracens
      - Marmosops creightoni
      - Marmosops fuscatus
      - Marmosops handleyi - opossum di Handley
      - Marmosops impavidus
      - Marmosops incanus
      - Marmosops invictus
      - Marmosops juninensis
      - Marmosops neblina
      - Marmosops noctivagus
      - Marmosops ocellatus
      - Marmosops parvidens
      - Marmosops paulensis
      - Marmosops pinheiroi

    - Genere Metachirus
      - Metachirus myosuros

    - Genere Micoureus
      - Micoureus alstoni
      - Micoureus constantiae
      - Micoureus demerarae
      - Micoureus paraguayanus
      - Micoureus phaeus
      - Micoureus regina

    - Genere Monodelphis
      - Monodelphis adusta
      - Monodelphis americana
      - Monodelphis brevicaudata
      - Monodelphis dimidiata
      - Monodelphis domestica
      - Monodelphis emiliae
      - Monodelphis glirina
      - Monodelphis iheringi
      - Monodelphis kunsi
      - Monodelphis maraxina
      - Monodelphis osgoodi
      - Monodelphis palliolata
      - Monodelphis reigi
      - Monodelphis ronaldi
      - Monodelphis rubida
      - Monodelphis scalops
      - Monodelphis sorex
      - Monodelphis theresa
      - Monodelphis umbristriata